# Glödgrop
Glödgrop är ett begrepp som gäller elden och kan ha åtminstone tre olika betydelser – kring eldmakande, matlagning respektive skogsbränder.

## Eldmakande
Glödgropen är en fördjupning i härden som fungerar som en plats där glöden rakas samman för att användas att tända på under nästkommande dag. Det är vanligtvis en oval grop som är 2–3 decimeter i diameter och lika djup.
Glödgropen var ett tidigt påfund i människans eldmakande, för att bevara elden. Om elden brann ut så var man utan. Sedan lärde sig människan att göra egen eld, men glödgroparna blev kvar. Bättre bevara elden än att skapa en ny, även när man visste hur. Det sparade både tid och möda.
Det blev med tiden en helig plikt att se till att elden brann natt och dag. Principen för glödgropen fördes även inomhus:
| ” | På kvällen täcktes kolen med aska för att hindra dem att totalt förbrukas. På morgonen gällde den första omsorgen att återuppliva denna eld med ett par kvistar. | „ |

Portabla versioner av glödgropen utgör det större fyrfatet och den mindre fyrasken. Även asbestkärl har använts för att spara glöd.

## Matlagning
Glödgropen för att bevara värme till nästa dag kan med små modifikationer användas till matlagning. Då tas delar av glöden undan, grytan för matlagning eller bakning läggs i gropen och täcks med glöd och slutligen jord. På så vis erhålls en jämn och hög temperatur i grytan.

## Skogsbrand
Vid skogsbränder kan heta härdar kvarstå i håligheter i marken där branden dragit fram. Dessa kallas glödgropar och kan utgöra en fara för både människor och djur, förutom att de kan göra att skogsbranden flammar upp på nytt.